# فيابلاي
فيابلاي هي خدمة بث فيديو حسب الطلب مملوكة من قبل مجموعة فيابلاي السويدية يقع مقرها الرئيسي في ستوكهولم.